# Pseudotyphistes cambara
Pseudotyphistes cambara là một loài nhện trong họ Linyphiidae.
Loài này thuộc chi Pseudotyphistes. Pseudotyphistes cambara được miêu tả năm 1997 bởi Ott & Lise.